# Tim Krohn (Fußballspieler)
Tim Krohn (* 7. Oktober 2005 als Tim Glasow in Wismar) ist ein deutscher Fußballspieler.

## Sportliche Laufbahn

### Jugendfußball
Krohn wuchs im mecklenburgischen Neukloster auf und begann beim VfL Blau-Weiß Neukloster Fußball zu spielen. 2016 wechselte er in die Jugendabteilung und folgend in das Nachwuchsleistungszentrum von Hansa Rostock. Für die Norddeutschen lief er in der Saison 2021/22 in der B-Junioren-Bundesliga und in zwei Saisons in der A-Junioren-Bundesliga auf.

### Männer-Fußball
Im Mai 2023 bestritt er sein erstes Spiel im Männer-Fußball beim 3:2-Heimsieg von Hansas zweiter Mannschaft gegen TuS Makkabi Berlin. Mit der Oberliga-Elf um Trainer Kevin Rodewald stieg er anschließend in die Regionalliga Nordost auf. In der folgenden Saison 2023/24, in der Krohn 17 mal spielte, stieg Hansa II wieder in die Oberliga ab. Bereits in dieser Spielzeit wurde er als Stürmer für die Zweitliga-Mannschaft des FCH, die gleichfalls am Saisonende 2023/24 absteigen musste, in Betracht gezogen.
Sein Debüt im Profifußball bestritt er unter Trainer Bernd Hollerbach in der Saison 2024/25, als er am 3. August 2024 im Heimspiel gegen die Zweitvertretung vom VfB Stuttgart (1:1) in der Startelf auflief, nachdem er sich in der Vorwoche im Testspiel gegen Lazio Rom (0:3) hervorgetan hatte. Seinen ersten Treffer im Profifußball erzielte er am 26. Oktober 2024 beim 4:0-Heimsieg über Rot-Weiss Essen. Am Saisonende erreicht er mit Hansa den 5. Platz und gewann den Landespokal Mecklenburg-Vorpommerns.

## Erfolge

### Mannschaftserfolge
- Meister Oberliga Nordost-Nord: 2023 mit Hansa Rostock II
- Aufstieg in die Regionalliga Nordost: 2023 mit Hansa Rostock II
- Landespokalsieger Mecklenburg-Vorpommern: 2025 mit Hansa Rostock

### Persönlich
- Bestes Talent 2024 des LFV M-V[5]

## Sonstiges
In seiner Jugendzeit erhielt Krohn den Spitznamen Glubschi.
Als sein Vorbild nennt er Arjen Robben.
Er absolvierte einen Bundesfreiwilligendienst in einem Rehabilitationszentrum für behinderte Menschen in Neukloster.